# ونگوژوو (استان لهستان بزرگ‌تر)
ونگوژوو (به لاتین: Węgorzewo) یک روستا در لهستان است که در گمینا کیشکووو واقع شده‌است.